# آيسلينج فرانسيوسي
آيسلينج فرانسيوسي هي ممثلة أيرلندية ولدت في 6 يونيو 1993.